# Javier García Chico
Javier García Chico, nascut a Barcelona el 22 de juliol de 1966. Atleta especialitzat en el salt amb perxa.

## Carrera esportiva
Va contribuir a pujar el nivell d'aquesta prova a Espanya i va ajudar a la seva difusió amb al punt culminant de la seva carrera esportiva que va arribar als Jocs Olímpics de Barcelona el 1992, on va obtenir una medalla de bronze.
Va superar el record d'Espanya de pista coberta fins a 9 vegades i al va deixar als 5,77 m. l'any 1992 i el d'aire lliure absolut en cinc vegades (5,65/5,71/5,72/5,75/5,75). Al Llarg de la seva carrera esportiva, fou entrenat i dirigit per Hans Ruf, un dels millors coneixedors del salt amb perxa a Catalunya i Espanya.
Ara ja està retirat i feia tasques d'entrenador al CAEP de Sòria l'any 2006.

## Historial Nacional[1]
- 50 vegades internacional
- Ex-recordman Nacional Promesa (5,50) i absolut (5,77) a pista coberta.
- Ex-recordman Nacional a l'aire lliure (5,75)
- Ex-recordman Nacional a l'aire lliure
- Campió d'Espanya Juvenil a l'aire lliure i a pista coberta el 1983
- Campió d'Espanya Junior a l'aire lliure i a pista coberta el 1984 i 1985
- Campió d'Espanya Promesa a l'aire lliure i a pista coberta el 1986 i 1987
- Campió d'Espanya de pista coberta el 1987-89-90-91-92-93-94-95-97 i a l'aire lliure als anys 1989-90-92-95

## Historial Internacional
- Jocs Olímpics de Seül 1988, desqualificat.
- Jocs Olímpics de Barcelona 1992, medalla de bronze (5,75 m.)
- Jocs Olímpics d'Atlanta 1996, ronda classificatòria (5,40 m.)
- Jocs Olímpics de Sydney 2000, ronda classificatòria (5,55 m.)